# SN 2010lz
SN 2010lz – supernowa typu Ic odkryta 19 grudnia 2010 roku w galaktyce A015021-2144. W momencie odkrycia miała maksymalną jasność 18,40m.